# 丹尼尔·凯尔曼
丹尼尔·凯尔曼（Daniel Kehlmann，1975年1月13日—），德国 - 奥地利作家。常居柏林。

## 生平
凯尔曼的母亲是德国女演员达格玛·梅特勒，父亲是奥地利导演迈克尔·凯尔曼。他的祖父是定居维也纳的奥地利作家爱德华·凯尔曼。1981 年全家移居维也纳，他出生于维也纳的父亲在搬家之前一直在奥地利和德国两头奔波。凯尔曼后来从卡尔克斯堡学院毕业，之后学习哲学和德语。他完成了关于弗里德里希·席勒异化理论的论文。他在文学上展露头角之后，放弃了关于伊曼努尔·康德崇高理论的论文。他的第五本书《卡明斯基和我》（2003年）为他赢得了国际声誉。之后于2005年出版了长篇小说《丈量世界》，该书成为德国战后文学最成功的作品之一。 2001年夏季学期，凯尔曼在美因茨大学担任诗歌客座讲师，2005-06年冬季学期在威斯巴登应用科学大学、2006-07年冬季学期在哥廷根大学担任客座讲师。2010年，他与乔纳森·弗兰岑和亚当·哈斯莱特 一起作为嘉宾参加了蒂宾根诗学讲座。2010年12月，他在科隆大学国际形态学中心担任世界文学文学家。他是纽约大学德语系的客座教授。2014年夏季学期，他在美因河畔法兰克福大学举办法兰克福诗学讲座。凯尔曼是美因茨科学与文学学院、汉堡自由艺术学院以及德国语言与诗歌学院的成员。2020年12月至2022年6月，他是德国笔会中心的成员，也是柏林笔会的创始人之一。凯尔曼已婚，并于2009年育有一子。

## 文学活动
凯尔曼在散文集《卡洛斯·蒙图法尔在哪里？》中提出了自己的实验性诗学。他曾是文学评论家，多次为《南德意志报》、《法兰克福评论报》、《法兰克福汇报》、《全文》、《文献》和《明镜》杂志等写过文章。他特别赞赏弗拉基米尔·纳博科夫的作品，自2008年起便与贝尔托·布莱希特这样的政治挂帅式作家保持距离。然而，人们却很容易由凯尔曼的作品想到布莱希特，甚至卡尔·马克思。据他自己说，影响他最大的书是托尔斯泰的《战争与和平》。
他以《来吧，幽灵》为题，以年轻的联邦共和国镇压国家社会主义为主题，开始了他在法兰克福的诗歌讲座。自2012年迈克尔·阿尔森批评奖设立以来，凯尔曼一直担任该奖项的评审团成员。